# Милл, Мик
Ро́берт Ри́мик Уи́льямс (англ. Robert Rihmeek Williams), более известный как Мик Милл (Meek Mill) — американский хип-хоп-исполнитель из Филадельфии. Начинал музыкальную карьеру в качестве баттл-рэпера, а позже сформировал хип-хоп-коллектив The Bloodhoundz. В 2008 году подписал контракт с Grand Hustle Records — звукозаписывающей компанией хип-хоп-исполнителя T.I.; впоследствии покинул лейбл и присоединился к лейблу Рика Росса Maybach Music Group.
В 2012 опубликовал свой дебютный студийный альбом, Dreams and Nightmares, который дебютировал на втором месте в Billboard 200, продав в первую неделю продаж в США 165 тысяч цифровых копий. Позже Мик анонсировал о запуске собственного лейбла, Dream Chasers Records, название которого используется в его серии микстейпах Dreamchasers. Летом 2015 он опубликовал свой второй студийный альбом, Dreams Worth More Than Money, который в первую неделю продаж в США был продан в 246 тысяч цифровых копий, а также породил затяжной конфликт между Миком и Drake. 21 июля 2017 Мик обнародовал свой третий студийный альбом, Wins & Losses.
7 ноября 2017 года суд Филадельфии приговорил Мика к тюремному заключению сроком на 2-4 лет в связи с нарушением испытательного срока. Весной 2017 Мик был обвинён в инициировании драки в Международном аэропорту Ламберт Сент-Луис, а в августе — за неосторожное и опасное вождение мотоцикла.

## Детство и юность
Мик Милл родился 6 мая 1987 года в Южной Филадельфии. При рождении получил имя Роберта Римика Уильямса. Когда Мику было 5 лет, его отец был убит при попытке ограбления. Родной дядя рэпера, Роберт, описывал отца Мика как «паршивой овцой в стаде». У него имеется старшая сестра, Насшима Уильямс. После смерти мужа, мать Мика перевезла своих детей в Северную Филадельфию, где они жили в трёхкомнатной квартире на Бёркс Стрит. Так как финансовое положение семьи находилось на очень низком уровне, мать Мика работала на двух работах, дабы прокормить себя и своих детей. В детстве Мик был скромным и застенчивым, и, будучи ребёнком, познакомился с ещё одним братом своего отца, Грандмастером Ниллом, который являлся одним из новаторов хип-хоп-культуры Филадельфии конца 80-х. С тех самых пор Мик всерьёз начал увлекаться рэпом.
В юношеские годы Мик всегда носил с собой огнестрельное оружие, а также часто принимал участие в рэп-баттлах. Ночью юный Мик записывал тексты в тетрадку, которые впоследствии использовал будучи уже состоявшимся артистом. Вместе с друзьями он основал группу Bloodhoundz. Вслед за этим они покупали пустые компакт-диски, записывали и распространяли своё творчество. Когда ему было 18 лет, он был избит полицейскими за незаконное хранение огнестрельного оружия. Вследствие избиения он получил опухшие губы, глаза, вдобавок ему вырвали одну из кос на голове. В результате он был обвинён в нападении на полицейских. После ему вынесли условное осуждение с испытательным сроком.

## Карьера

### 2003-10: Начало карьеры
В период членства в Bloodhoundz, Мик выпускает четыре микстейпа. Его четвёртый микстейп, Flamers 2: Hottest in tha City, привлекает внимание основателя и президента звукозаписывающего лейбла 215 Aphillyated Records Чарли Мака. В том же году Мик знакомится с основателем Grand Hustle Records рэпером T.I.
T.I. предлагает Мику вступить в Grand Hustle Records. Впоследствии случается неприятность: Мик приговаривается к семи месяцам тюремного заключения в связи с хранением наркотиков и нелегальным владением огнестрельного оружия. В 2009 Мик выходит на свободу.
После освобождения из тюрьмы Мик начинает сотрудничать с американским диджеем DJ Dramma, с помощью которого Мик выпускает микстейп Flamers 3: The Wait Is Over. Рик Росс совместно с T.I. и Vedo выпускают ремикс на сингл Мика Red Rose, который входит в следующий микстейп Мика Mr. Philadelphia. В своём Твиттере Рик Росс обращается к своим подписчикам, спрашивая, с кем бы они хотели, чтобы он начал сотрудничать, на что подавляющее большинство называет имя Милла. В 2010 в результате разногласий с главой лейбла рэпером T.I., Мик покидает Grand Hustle так и не выпустив ни одного альбома за всё проведённое время на лейбле.

### 2011–12:Dreams & Nightmares
В феврале 2011 Рик Росс объявляет о подписании Мика и Wale на Maybach Music Group (MMG). В марте 2011 Мик попадает в список самых примечательных хип-хоп-новичков 2011 года по версии журнала XXL. В том же году Росс и Милл публикуют совместные синглы: Tupac Back и Ima Boss. В августе 2011 Милл выкладывает первый микстейп из серии Dreamchasers.
В феврале 2012 MTV включает Мика в ежегодный список Hottest MCs in the Game («Самых горячих MC»). Седьмого мая 2012 Мик выпускает Dreamchasers 2. Спустя 6 часов после выхода микстейпа, на DatPiff.com альбом скачивают более 1,5 миллиона раз. Десятого мая Мик объявляет о подписании контракта с компанией, чьей главой является рэпер Jay-Z, Roc Nation.
Летом 2012 сингл Amen, который изначально должен был включён в микстейп Dreamchasers 2, становится первым «подогревающим» синглом с дебютного альбома Dreams & Nightmares. Осенью 2012 альбом становится доступным для скачивания. Впоследствии Dreams & Nightmares достигает второй строчки в Billboard 200, в общей сумме продав около 165 тысяч цифровых копий в первую неделю продаж.

### 2013-настоящее время:Dreams Worth More Than Money и Wins & Losses
29 сентября Милл публикует третью часть сборника из серии Dreamchasers. В ноябре 2013 Мик объявляет, что он на полпути до завершения второго студийного альбома. Весной 2014 он анонсирует название своего второго студийного альбома — Dreams Worth More Than Money. Альбом выпускается летом 2015 и тотчас возглавляет Billboard 200. В начале 2015 Милл начинает встречаться с Ники Минаж.
Зимой он выпускает мини-альбом 4/4. Позже Мик жертвует 50 тысяч долларов на закупку 60 тысяч бутылок с водой для жителей американского города Флинт, которые пострадали в связи с обнаружением свинца в водопроводной воде. Летом 2016, в своём инстаграме, Милл выкладывает четыре коротких музыкальных видео с грядущего Dreamchasers 4. Осенью 2016 менеджмент Милла публикует трек-лист с Dreamchasers 4 и подтверждает, что альбом полностью готов. После множественных задержек альбома, 28 октября Мик представил свой четвёртый микстейп из серии Dreamchasers, в котором приняли участие Nicki Minaj, Tory Lanez, Pusha T, Young Thug и многие другие. Микстейп достигает третьей строчки в хит-параде Billboard 200. Впоследствии Милл публикует три музыкальных видео на треки с DC4: The Difference, Blue Notes и On The Regular.
21 июля 2017 года Мик выпустил свой третий студийный альбом под названием Wins & Losses.
30 ноября 2018 года Мик публикует свой четвёртый студийный альбом «Championships». Альбом дебютировал на вершине US Billboard 200, разойдясь в продажах в 229,000 копий за первую неделю.
5 июня 2020 года Meek Mill выпустил трек «Other Side Of America», в которой затронул темы расового неравенства и полицейского произвола в США. На написание песни Мика подтолкнуло убийство Джорджа Флойда полицейским в Миннеаполисе.

## Dream Chasers Records
Осенью Милл объявляет о создании своего собственного подлейбла Dream Chasers Records. Ведущими артистами Dream Chasers Records являются Louie V. Gutta, Lee Mazin и Goldie. В начале 2013 Мик подписывает 17-го рэпера из Луизианы Lil Snupe.
Летом 2013 артист лейбла Lil Snupe был обнаружен мёртвым с двумя пулевыми ранениями в грудь в многоэтажном доме города Уиннфилд, штат Луизиана. В результате расследования полиция задерживает тридцатишестилетнего Тони Холдена.
Весной 2016 Милл подписывает контракт с музыкальным продюсером Papamitrou, а летом того же года заключает контракт с Lil Uzi Vert.

## Проблемы с законом
В 18 лет Мик был арестован за незаконное хранение огнестрельного оружия, а также за нападение на сотрудников полиции. Он был поставлен на испытательный срок. С тех пор он четырежды нарушал условия испытательного срока.
В 2008 артист осуждается за продажу наркотиков и незаконное хранение оружия. В тюрьме Мик сидит 11 месяцев из 23-х назначенных и освобождается в 2009. В декабре 2012 Мик нарушает условия испытательного срока, после чего судья объявляет недействительной визу на выезд за пределы США.
В мае 2013 Мик вновь нарушает ранее установленные условия испытательного срока, в связи с чем отправляется на курсы профессиональной этики. Также Мик должен предупреждать прикрепленного к нему инспектора по надзору о своих поездках за пределы штата Пенсильвания. Однако требование суда Милл не выполняет. По его словам, у него не всегда есть возможность связываться с инспектором, если клубы приглашают его выступать незадолго до концерта. 11 июля 2014 Мик вновь оказывается в тюрьме, откуда высвобождается лишь 2 декабря 2014.
17 декабря 2015 он вновь признается виновным в нарушении условий испытательного срока. Дата вынесения приговора назначается на 5 февраля 2016, и до этого срока суд запрещает Мику давать концерты и требует строго соблюдать правила своего условного заключения. По результатам судебного процесса Мик приговаривается к домашнему аресту сроком на три месяца, а также шести месяцам условно. 2 июля 2016 Милл получает ещё восемь дополнительных дней домашнего ареста.
7 ноября 2017 года суд Филадельфии приговорил Мика к тюремному заключению сроком на 2-4 лет в связи с нарушением испытательного срока. Весной 2017 Мик был обвинён в инициировании драки в Международном аэропорту Ламберт Сент-Луис, а в августе — за неосторожное и опасное вождение мотоцикла. Спустя пару часов после оглашения приговора, часть хип-хоп-исполнителей поддержали Мика, включая Jay-Z, Rick Ross и ASAP Ferg, посчитав приговор суда несправедливым.

## Личная жизнь
У Милла есть два сына Мурад и Римик от бывшей девушки Фахимы Рахим.
В начале 2015 года Милл начинает встречаться с Ники Минаж. В январе 2017 года стало известно, что пара рассталась. 
6 мая 2020 года у Милла и его девушки Милан Харрис родился сын. В июле 2020 года, через два месяца после рождения сына, Милл и Харрис объявили о расставании. 

## Конфликты

### Cassidy
Биф между двумя хип-хоп-исполнителями из Пенсильвании Cassidy и Мик Миллом возникает после того, как второй бросает вызов нескольким андерграуд-исполнителям, включая Cassidy, принять участие в рэп-баттле. Вслед за этим Cassidy соглашается, замечая, что готов к баттлу с Миллом, но только если ему хорошо заплатят. Оба исполнителя, в Твиттере, устраивают небольшую словесную перепалку, которая выливается в ряд взаимных дисс-треков, включая: Me, Myself & iPhone, Raid и Catch A Body от Cassidy, а также Repo и Kendrick You Next от Милла. В январе 2013 Cassidy, в интервью MTV, заявляет, что вражда между ним и Миллом не носит межличностный характер, а является элементом хип-хоп-культуры.

### Drake
В июле 2015 Мик публично обвиняет канадского хип-хоп-исполнителя Drake в пользовании услугами гострайтера на совместный с Миком трек R.I.C.O., который входит во второй студийный альбом Милла Dreams Worth More Than Money. Также Мик заявляет, что был расстроен тем фактом, что Drake никак не поспособствовал продвижению альбома в Твиттере. В дальнейшем Милл выясняет, что местный рэпер из Атланты Quentin Miller пишет тексты для Drake.
Музыкальный продюсер, рэпер и диджей станции Hot 97 Funkmaster Flex поддерживает Милла, обнародовав несколько треков Drake в исполнении Quentin Miller, а именно: 10 Bands, Used To, Know Yourself и R.I.C.O.. Drake поддерживает другой продюсер, 40, который заявляет, что «Никто не обладает таким талантом, как Drake... Он множество раз писал тексты другим хип-хоп-исполнителям». 25 июля 2015 Drake выпускает трек Charged Up на Beats 1 OVO Radio Show, который служит ответом на обвинения Милла. 29 июля Drake выпускает агрессивный дисс-трек Back to Back (Freestyle). В первые четыре часа трек слушают более 500 тысяч раз. Трек публикуется на OVO SoundCloud и Apple Music. 30 июля Мик, через Funkmaster Flex на HOT 97, выпускает ответный дисс-трек в сторону Drake Wanna Know. В треке Милл в очередной раз обвиняет Drake в пользовании услугами гострайтера, а также сообщает, что однажды на Drake помочились в кинотеатре. Спустя некоторое время представители WWE заявляют, что Мик Милл нарушил права на интеллектуальную собственность компании, когда незаконно использовал вступительную песню рестлера Гробовщика в трек Wanna Know. Чтобы избежать судебных разбирательств, Мик удаляет трек из SoundCloud.
30 января 2016 Drake выпускает новый дисс на Мик Милла Summer Sixteen, который помимо этого служит «подогревающим» синглом к новому альбому Views. Спустя пятнадцать минут Мик выпускает ответный дисс War Pain. После релиза DC4, Мик пообщался в подкасте с Taxstone, в котором изрек, что дисс-трек Back to Back от Drake на него был действительно «горячим».

### The Game
Осенью 2016 The Game публикует шестиминутный фристайл 92 Bars, который, по догадкам фанатов, является дисс-треком на Милла. Спустя несколько часов The Game подтверждает, что 92 Bars действительно адресован Мику. Причиной конфликта, по словам The Game, является звонок Мика в полицию, которым Мик заявил, что комптонский рэпер причастен к ограблению Шона Кингстона в одном из клубов Лос-Анджелеса. 23 сентября The Game представляет второй дисс на Мика под названием Pest Control. Спустя 10 часов Мик публикует ремикс песни Young M.A «OOOUUU», который служит ответным дисс-треком на The Game.
После релиза долгожданного DC4, Рик Росс в своем Snapchat заявил, что вражда между The Game и Миком прекращена: «Прекрасное время, чтобы сообщить вам, что у меня был разговор с моим братом с Западного Побережья The Game. Мы решили оставить этот конфликт позади».

## Дискография
Студийные альбомы:
- Dreams and Nightmares (2012)
- Dreams Worth More Than Money (2015)
- Wins & Losses (2017)
- Championships (2018)
- Expensive Pain (2021)
- Too Good to Be True[англ.] (2023, совместно с Риком Россом)

EP:
- 4/4 (2016)
- 4/4 Part 2 (2016)

Микстейпы:
- Flamers (2008)
- Flamers 2: Hottest In Tha City (2009)
- Flamers 2.5: The Preview (2009)
- Flamers 3: The Wait Is Over (2010)
- Mr. Philadelphia (2010)
- Dreamchasers (2011)
- Dreamchasers 2 (2012)
- Dreamchasers 3 (2013)
- Dreamchasers 4 (2016)